# Glyphopsyche sequatchie
Glyphopsyche sequatchie är en nattsländeart som beskrevs av David Etnier och Hix 1999. Glyphopsyche sequatchie ingår i släktet Glyphopsyche och familjen husmasknattsländor. Inga underarter finns listade i Catalogue of Life.